# Jari-Kurri-Trophäe

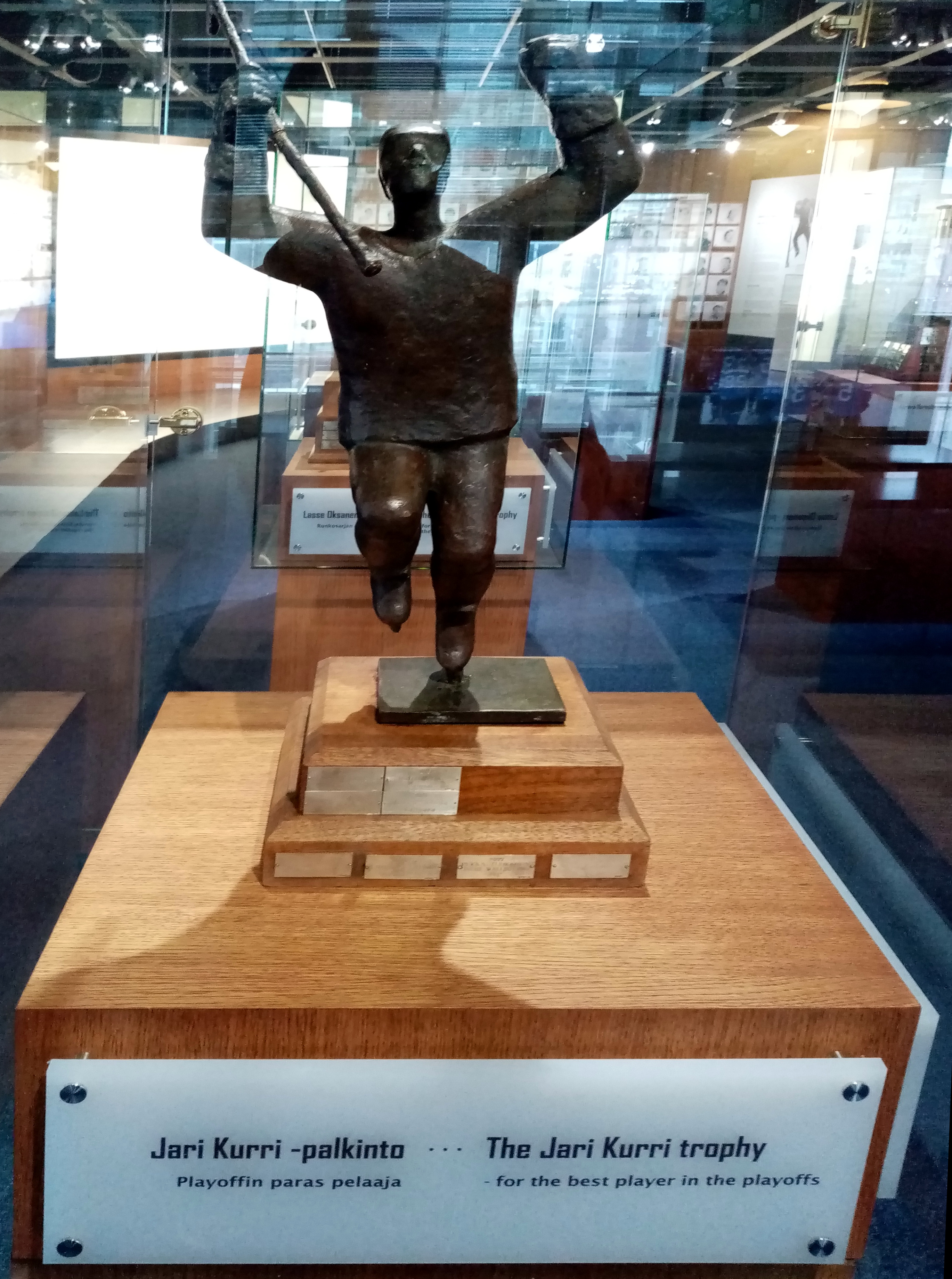
Jari-Kurri-Trophäe

Die Jari-Kurri-Trophäe ist eine Eishockey-Auszeichnung, die von der finnischen SM-liiga an den besten Spieler der SM-liiga-Play-offs vergeben wird. Sie wird seit dem Jahr 1994 vergeben und wurde nach Jari Kurri benannt.
In der Saison 2005/06 wurde der Gewinner der Trophäe einmalig durch eine SMS-Abstimmung, an der alle Fans teilnehmen konnten, ermittelt. Im Jahr 2007 wurde die Auszeichnung erstmals direkt im Anschluss an das letzte Finalspiel der Play-offs vergeben, anstatt bei der offiziellen Verleihung.

## Preisträger
| Saison    | Gewinner                          | Team    |
| --------- | --------------------------------- | ------- |
| 1993/94   | Ari Sulander                      | Jokerit |
| 1994/95   | Saku Koivu                        | TPS     |
| 1995/96   | Petri Varis                       | Jokerit |
| 1996/97   | Otakar Janecký                    | Jokerit |
| 1997/98   | Olli Jokinen                      | HIFK    |
| 1998/99   | Miikka Kiprusoff                  | TPS     |
| 1999/2000 | Tomi Kallio                       | TPS     |
| 2000/01   | Jussi Tarvainen                   | Tappara |
| 2001/02   | Kari Lehtonen                     | Jokerit |
| 2002/03   | Esa Pirnes                        | Tappara |
| 2003/04   | Niklas Bäckström                  | Kärpät  |
| 2004/05   | Niklas Bäckström                  | Kärpät  |
| 2005/06   | Miika Wiikman                     | HPK     |
| 2006/07   | Janne Pesonen                     | Kärpät  |
| 2007/08   | Tuomas Tarkki                     | Kärpät  |
| 2008/09   | Pekka Tuokkola Sinuhe Wallinheimo | JYP     |
| 2009/10   | Ilari Filppula                    | TPS     |
| 2010/11   | Toni Söderholm                    | HIFK    |
| 2011/12   | Jani Tuppurainen                  | JYP     |
| 2012/13   | Antti Raanta                      | Ässät   |
| 2013/14   | Juhamatti Aaltonen                | Kärpät  |
| 2014/15   | Joonas Donskoi                    | Kärpät  |
| 2015/16   | Patrik Laine                      | Tappara |
| 2016/17   | Jukka Peltola                     | Tappara |
| 2017/18   | Julius Junttila                   | Kärpät  |
| 2018/19   | Otto Paajanen                     | HPK     |
| 2020/21   | Eetu Koivistoinen                 | Lukko   |
| 2021/22   | Joona Luoto                       | Tappara |
| 2022/23   | Veli-Matti Savinainen             | Tappara |
| 2023/24   | Christian Heljanko                | Tappara |
| 2024/25   | Juuso Mäenpää                     | KalPa   |

### Preisträger nach Mannschaften
- 7 Preisträger: Kärpät, Tappara
- 4 Preisträger: Jokerit, TPS
- 3 Preisträger: JYP
- 2 Preisträger: HIFK, HPK
- 1 Preisträger: Ässät, KalPa, Lukko